# Julius Lehr

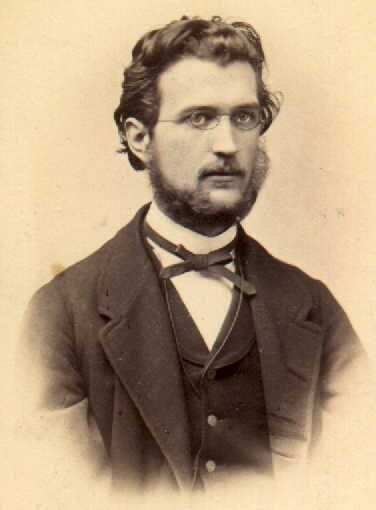
Julius Lehr

Julius Lehr, född 18 oktober 1845 i Schotten, Hessen, död 10 oktober 1894 i München, var en tysk nationalekonom.
Lehr blev professor i nationalekonomi 1874 vid tekniska högskolan i Karlsruhe och 1885 vid Münchens universitet. Han sysselsatte sig med bland annat skogshushållningsfrågor, ägnade livligt intresse åt den teoretiska nationalekonomin och försökte i värdeläran inta en medlande ståndpunkt mellan den österrikiska och den klassiska skolan.